# Ісмо Лейкола
Ісмо Мікаель Лейкола (фін. Ismo Mikael Leikola, народився 22 січня 1979), іноді професійно відомий як ISMO, фінський комік, музикант, письменник, сценарист і YouTuber. Лейкола дебютував у Сполучених Штатах у 2014 році, коли переміг у конкурсі «Найсмішніша людина у світі», організованому комедійним клубом Laugh Factory. У 2015 році він зняв комедійний серіал ISMO для фінського телебачення та переїхав до США. Він здобув більше визнання після виступу в ток-шоу «Конан» у 2018 році, і з того часу гастролював по всьому світу. У нього є YouTube-канал з понад 391 000 підписників.

## Молодість і освіта
Лейкола народився в Ювяскюля в 1979 році і провів дитинство в Куоху, селі поблизу Ювяскюля. До кар'єри в стендап-комедії Лейкола навчався в університеті Ювяскюля, де основним предметом була фізика, а другорядною — філософія.

## Комедійна кар'єра

### 2002—2013 роки

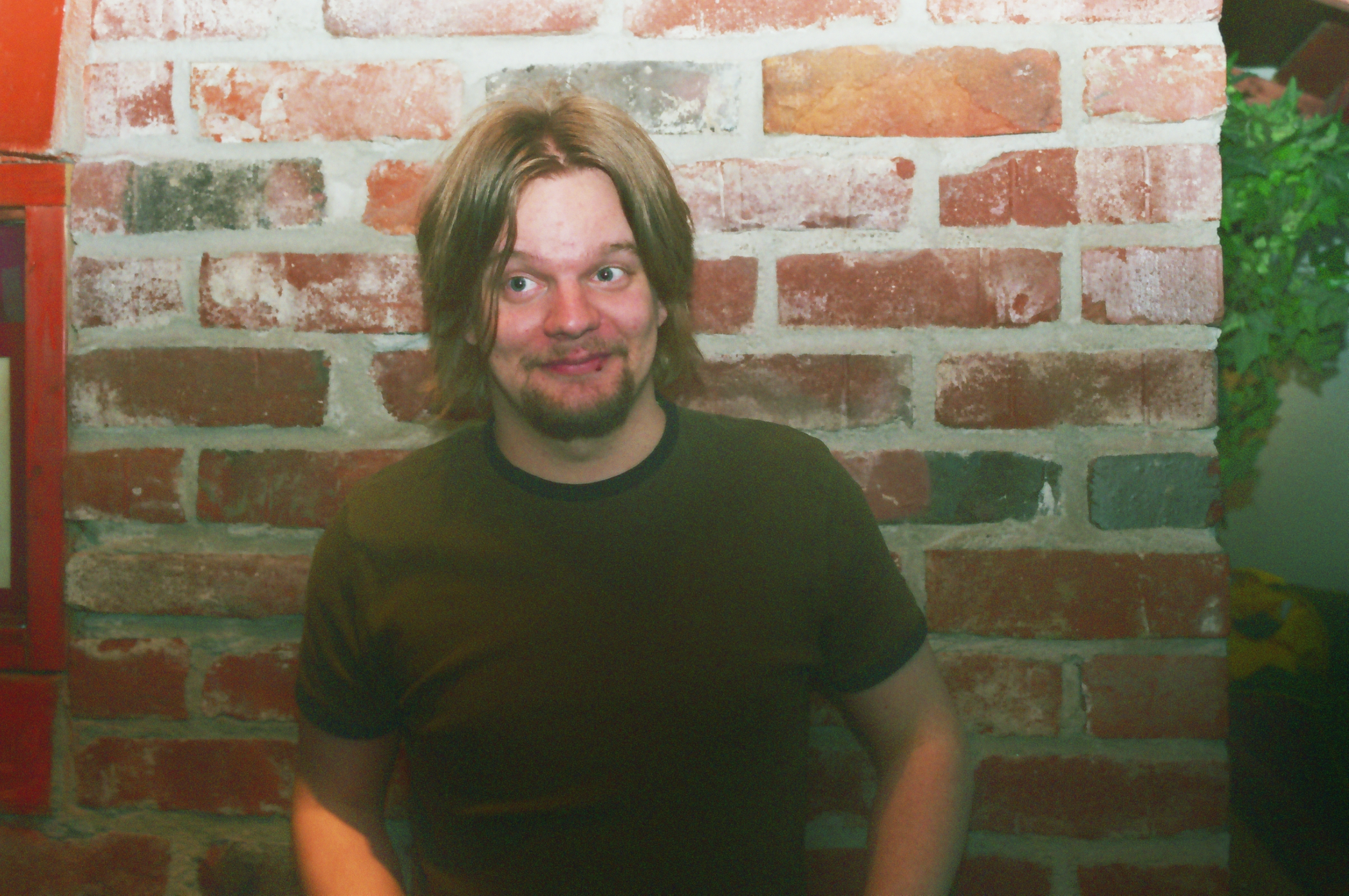
Лейкола в 2007 році

Вивчаючи фізику та хімію в Університеті Ювяскюля, Лейкола вперше познайомився зі стендап-комедією в барі кампусу Ilokivi, де він дебютував у 2002 році. Цей досвід надихнув його на вивчення стендап-комедії на старих касетах VHS, на яких були виступи Едді Мерфі та Едді Іззарда. Через півтора року він уже виступав по Фінляндії. У 2003 році він отримав власний сегмент на ток-шоу Hyppönen-Enbuske Experience як «кореспондент міста Ювяскюля», в якому він виступав протягом кількох років. Він почав виступати англійською мовою в 2005 році під час візиту до Великобританії. У 2007 і 2008 роках Лейкола виступав на престижному Единбурзькому фестивалі Fringe в Единбурзі, Шотландія.

### 2014: Найсмішніша людина в світі
До травня 2014 року Лейкола виступав в Скандинавії та Європі, включаючи виступи у Великобританії, Ірландії, Швейцарії, Німеччині та Естонії. Восени 2014 року він виступив на International Comedy Showcase у Лондоні. Стів Беннетт, головний редактор комедійного веб-сайту Chortle, назвав виступ Лейколи № 1 вечора. У жовтні 2014 року Лейкола виграв перший конкурс «Найсмішніша людина в світі», організований Laugh Factory. Переможець був обраний за результатами онлайн-голосування за участю зіркових гостей. Лейкола набрав майже 160 000 онлайн-голосів. Друге місце, Саад Харун з Пакистану, набрав понад 59 000 голосів. Переможець конкурсу отримав 10 000 доларів США та тур по США.

### 2015–по теперішній час
У 2015 році Лейкола подорожував Сполученими Штатами зі своїм туром «Funniest Person In The World», а також Фінляндією зі своєю гумористичною групою Muusikot. Потім він розпочав дев'ятисерійне комедійне шоу ISMO для фінської компанії Еліза Війде. Комедійне шоу увійшло до п'яти номінацій на найкращий телевізійний комедійний серіал на щорічному гала-концерті "Золота Венла " (Kultainen Venla), організованому Фінською академією телебачення. Лейкола також був запрошений на прийом з нагоди Дня незалежності Фінляндії в президентському палаці в Гельсінкі, Фінляндія.
В кінці 2015 року Лейкола переїхав в Лос-Анджелес. У жовтні 2016 року він виступав у шоу «Останній дзвінок» з Карсоном Дейлі на NBC. У січні 2018 року Лейкола з'явився в ток-шоу Конана О'Брайена «Конан». Він був першим фінським коміком, який виступив на американському ток-шоу. Відеоролик із тлумаченням англійського слова ass став найпопулярнішим стендап-комедією в історії шоу Конана О'Брайена. До серпня 2019 року він мав 70 мільйонів переглядів у Facebook. У 2019 році Leikola почала співпрацювати зі словником Merriam-Webster, створивши для них серію відео про особливості англійської мови. У жовтні 2019 року він з'явився на The Late Late Show з Джеймсом Корденом.

## Комедійний стиль
Лейкола використовує свою сторонню точку зору, щоб знайти гумор у звичайних речах. Його гумор часто має філософський і науковий підтекст або аналізує фінську та англійську мови. Лейкола зазначив, що його цікавлять великі питання життя, а також логіка, відсутність логіки та демонтаж понять. Лейкола рано помітив свою прихильність до каламбурів і пародій, читаючи журнали Mad. Лейкола також заявив, що він завжди захоплювався американським коміком Джорджем Карліном, який черпав натхнення для своєї комедії з аналізу мови.

## Письменницька та музична кар'єра
Лейкола є автором і співавтором скетчів і жартів для телебачення, а також п'єси для театру. У 2013 році Лейкола написав ревю Saikkua kiitos (Будь ласка, лікарняний) разом з актором Калле Пюлвяйненом. Ревю гастролювало в різних театрах Фінляндії та отримало продовження у 2017 році під назвою Lisää saikkua, kiitos! (Більше лікарняних, будь ласка!). Лейкола склав і написав текст для музики до ревю. Він написав слова для третьої частини ревю.
Разом зі своєю колишньою дружиною Анжелікою Лейколою Лейкола написав книгу Suo, Kuokka ja Hollywood про їхнє життя в США. Книга вийшла у березні 2021 року фінською мовою. У лютому 2021 року Лейкола оголосив, що пара пише нову англомовну версію книги.
Лейкола виконує комедійні пісні зі своїм гуртом Muusikot. У 2015 році до складу гурту увійшли професійні музиканти Річард Мурто, Юссі Турунен і Марко Янссон.

## Особисте життя
Наприкінці 2015 року Лейкола переїхав до Лос-Анджелеса разом із дружиною Анжелікою, яка також є його співавтором сценарію. Вони розлучилися у 2021 році після ковідного карантину, але досі працюють разом і є хорошими друзями.

## Роботи

### DVD-диски
Лейкола зняв три спеціальні DVD з 2008 по 2016 рік.
- Hyvä keikka ja helvetisti extroja («Хороший концерт і багато додаткових послуг», 2008) — платиновий.
- Ismo Leikola: Kasvaa ihmisenä («Ісмо Лейкола росте як особистість», 2013) — золото відразу після випуску.

### Сингли (комедійні пісні)
- «Пендоліно» (2013)
- «Mitä jos me silti voitetaan» (2013), за участю Пірйо Хейккіля
- «Moottoritie on kesken» (2015)

## Визнання
- Найкращий новачок стендап-комедії у Фінляндії 2003 року[34]
- Шестиразовий володар премії «Улюблений комік глядацьких симпатій» («Овоч року») на «Tomaatteja!Tomaatteja!» Стендап-фестивалі (Tomatoes!Tomatoes!) що проходить у Хямеенлінна, Фінляндія.[35]
- У жовтні 2014 року Лейкола виграв конкурс «Найсмішніша людина світу», організований Laugh Factory.[12][2]
- У 2015 році Лейкола був запрошений на прийом з нагоди Дня незалежності Фінляндії в президентському палаці в Гельсінкі, Фінляндія.[15]